# Marcelo Lucero
Marcelo Andrés Lucero Núñez (San Vicente de Tagua Tagua, 10 de febrero de 1980) es un ex futbolista chileno. Jugaba de mediocampista y su último equipo fue Naval.

## Trayectoria
Inició su carrera en O'Higgins para luego pasar a Rangers, donde logra un ascenso a Primera A.
Luego de una buena campaña en el club rojinegro, llega a Provincial Osorno.
El año 2010 es contratado por Curicó Unido y en 2012 ficha por Naval.

## Clubes
| Club              | País  | Año       |
| ----------------- | ----- | --------- |
| O'Higgins         | Chile | 2005-2006 |
| Rangers           | Chile | 2007-2008 |
| Provincial Osorno | Chile | 2009      |
| Curicó Unido      | Chile | 2010-2011 |
| Naval             | Chile | 2012      |

- Datos: Q6756586